# Susan M. Scott
Susan Marjorie Scott (* 22. September 1956) ist eine australische theoretische Physikerin, die sich mit Gravitationsphysik befasst und Mitglied des LIGO-Teams ist, mit dem sie an der Entdeckung der ersten Gravitationswellensignale 2015 beteiligt war. Sie ist Hochschullehrerin an der Australian National University.

## Leben
Susan M. Scott studierte Mathematik an der Monash University mit dem Bachelor-Abschluss und wurde an der University of Adelaide in theoretischer Physik promoviert. Danach war sie als Rhodes Fellow an der University of Oxford (Somerville College), wo sie vier Jahre mit Roger Penrose zusammenarbeitete. 1990 kehrte sie nach Australien zurück als Forscherin an der Australian National University, an der sie ab 1998 Mitglied der Physik-Fakultät war. Sie ist leitende Wissenschaftlerin am Exzellenzzentrum des australischen Forschungsrats für Gravitationswellendetektion.
Sie befasst sich mit Singularitäten in der Allgemeinen Relativitätstheorie (sowohl bei Schwarzen Löchern als auch kosmologischen Singularitäten), Schwarzen Löchern und Gravitationswellendetektion, insbesondere Charakterisierung des Spektrums der Quellen, Datenanalyse und Rauschcharakterisierung. Auf letzterem Gebiet arbeitete sie schon seit den 1990er Jahren, als der Erfolg noch sehr ungewiss war. Sie gründete 1998 eine australische Forschungsgruppe, die später Teil der LIGO-Kollaboration wurde. Sie leitete auch ein australisches Team zur optischen Beobachtung von Quellen von Gravitationswellensignalen (Kilonova aus verschmelzenden Neutronensternen in Doppelsternsystemen).
2016 wurde sie in die Australian Academy of Sciences aufgenommen. 2020 wurde sie Fellow der American Physical Society und erhielt als erste weibliche Physikerin den Preis des australischen Premierministers für Wissenschaft. Sie erhielt diesen mit 250.000 Dollar dotierten Preis für Gravitationswellenforschung zusammen mit David Blair, David McClelland und Peter Veitch. 2020 erhielt sie die Dirac-Medaille, 2022 die Blaise-Pascal-Medaille und 2024 die George Szekeres Medal.
Sie ist Mitglied der European Academy of Sciences und war Präsidentin der Australasian Society for General Relativity and Gravitation.

## Schriften (Auswahl)
- mit M. Ashley: Curvature singularities and abstract boundary singularity theorems for space-time, in: Recent Advances in Riemannian and Lorentzian Geometries, American Mathematical Society, Providence, Rhode Island, 2003, S. 9–19
- mit D. McClelland, A. Searle, P. Charlton, B. Whiting: A Gaussianity Measure for Laser Interferometer Data, Proceedings of the 9th Marcel Grossmann Meeting on General Relativity, World Scientific 2002, S. 1919–1920
- mit B. Evans, A. Searle: Grworkbench: A Computational System Based on Differential Geometry, Proceedings of the 9th Marcel Grossmann Meeting on General Relativity, World Scientific 2002, S. 458–467
- mit B. Abbott u. a.: Prospects for observing and localizing gravitational-wave transients with Advanced LIGO, Advanced Virgo and KAGRA, Living Reviews in Relativity, Band 21, Nr. 3, 2018, S. 1–57
- mit B. Abbott u. a.: A gravitational-wave standard siren measurement of the Hubble constant, Nature, Band 551, 2017, S. 85–88
- mit B. Abbott u. a. (LIGO): Observation of gravitational waves from a binary black hole merger, Phys. Rev. Lett., band 116, 2016, S. 061102
- mit P. Altin u. a.: Prospects for observing and localizing gravitational-wave transients with advanced LIGO and advanced virgo, Living Reviews in Relativity, Band 19, 2016, S. 1–39
- mit J. Aasi u. a.: Advanced LIGO, Classical and Quantum Gravity, Band 32, 2015, S. 1–41
- mit J. Aasi u. a.: Enhanced sensitivity of the LIGO gravitational wave detector by using squeezed states of light, Nature Photonics, Band 7, 2013, S. 613–619
- mit J. Abadie u. a.: A gravitational wave observatory operating beyond the quantum shot-noise limit, Nature Physics, Band 7, 2011, S. 962
- mit D. McClelland u. a.: LIGO:the laser Interferometer Gravitational-Wave Observatory, Reports on Progress in Physics, Band 72, 2009, S. 25
- Herausgeberin mit D. Wiltshire, Matt Visser: The Kerr Spacetime: Rotating Black Holes in General Relativity, Cambridge UP 2009
  - darin mit B. Lewis: Ray-traced visualisations in asymptotically flat spacetimes: the Kerr-Newman black hole, S. 144–157